# NGC 1762
NGC 1762 è una vasta galassia a spirale situata nella costellazione del Bulino, a una distanza di circa 228 milioni di anni luce dalla nostra Via Lattea.

## Scoperta
La galassia è stata scoperta l'8 ottobre 1785 dall'astronomo britannico di origine tedesca William Herschel.

## Descrizione
NGC 1762 ha una classe di luminosità III e presenta una larga riga a 21 cm dell'idrogeno neutro.

## Supernova
L'8 maggio 2002, all'interno di NGC 1762 è stata scoperta la supernova SN 2002cy dall'astronomo amatoriale sudafricano Berto Monard. Non è stato possibile determinare a quale tipologia appartenesse la supernova.

## Gruppo di NGC 1762
NGC 1762 fa parte e dà il nome al Gruppo di NGC 1762, un raggruppamento che comprende almeno 27 galassie, tra cui IC 392, NGC 1590, NGC 1633, NGC 1642, NGC 1691, NGC 1713 e NGC 1719.